# Hagabion
Hagabion är en biograf i Göteborg. Den drivs ideellt av föreningen Folkets Bio Göteborg, en del av riksföreningen Folkets Bio. Hagabion ligger sedan 1983 i plan 2 av Viktoriahuset, på Linnégatan 13-21 i stadsdelen Olivedal. Man har tre salonger om sammanlagt 198 platser.

## Verksamhet
På Hagabion visas film från hela världen, med tyngdpunkt på filmer som inte kommer från Hollywood. Det inkluderar dokumentärfilmer, filmer från olika språkområden och med olika motivkretsar. Folkets Bio distribuerar också barnfilm, svensk som utländsk.
Man fungerar ofta som festivalbiograf under Göteborgs filmfestival och har skolbio som en del av sin verksamhet.
I anslutning till Hagabion finns ett vegetariskt kafé.

### Specialarrangemang (urval)
Förutom sina ordinarie filmvisningar, har man ett antal specialarrangemang. Det är dels den veckovisa visningsserien vår och höst av fransk film, Ciné Français, som startade 2000, dels årligen återkommande filmfestivaler med olika teman. Nedan listas ett urval av dessa.
- Ciné Français (2000–2012–2016[3]): franskspråkig film, onsdagskvällar vår och höst
- Cine en español (2016)
- Fria Filmfestivalen (2009–2010): visningar av film distribuerad via fri licens[4]
- Balkan New Film Festival (2012–)[5]
- Tysk filmhöst (2016)
- Ungersk filmfestival (2011–2012–)[6]
- Ung Filmfest (2009–2012–)[7][8]

### Viktoriahuset
Huvudartikel: Viktoriahuset
Folkets Bio delar Viktoriahuset med andra föreningar och verksamheter. Föreningen Viktoriahusets medlemmar håller till på våningsplan 3 och 4.

## Historik

### Bion på Skolgatan
Den första Hagabion låg på Skolgatan 26 i Haga och var verksam från 8 oktober 1974 till hösten 1982, som den andra biografen hos Folkets Bio. Lokalföreningen i Göteborg hade i juli anordnat sin första visning i Folkets hus och hade under sommaren och hösten en ambulerande verksamhet på olika fritidsgårdar.
Den fasta biograflokalen i Haga hade 80 platser. Lokalen hade tidigare använts av Smyrnakyrkan i Göteborg och var inte byggd för - men anpassades senare till - biografverksamhet. Premiärfilm var Costa-Gavras film Gisslan.
Föreningen Folkets Bios vänsterpolitiska hemvist präglade filmurvalet redan från början, som en motvikt mot den amerikanska dominansen på de flesta andra biografer. Man kom dock redan efter något år att bredda utbudet med klassiska komedier och tecknat som Kalle Anka.
Medan Folkets Bios ursprungliga biograf i Stockholm fått läggas ner (senare återkom man via biografen Zita), ökade populariteten för göteborgska Hagabion, och i början av 1980-talet hade man börjat växa ur sin lilla biolokal på Skolgatan. Så bion flyttade till ny adress. Idag är huset rivet, liksom många andra av de äldre husen i Haga.

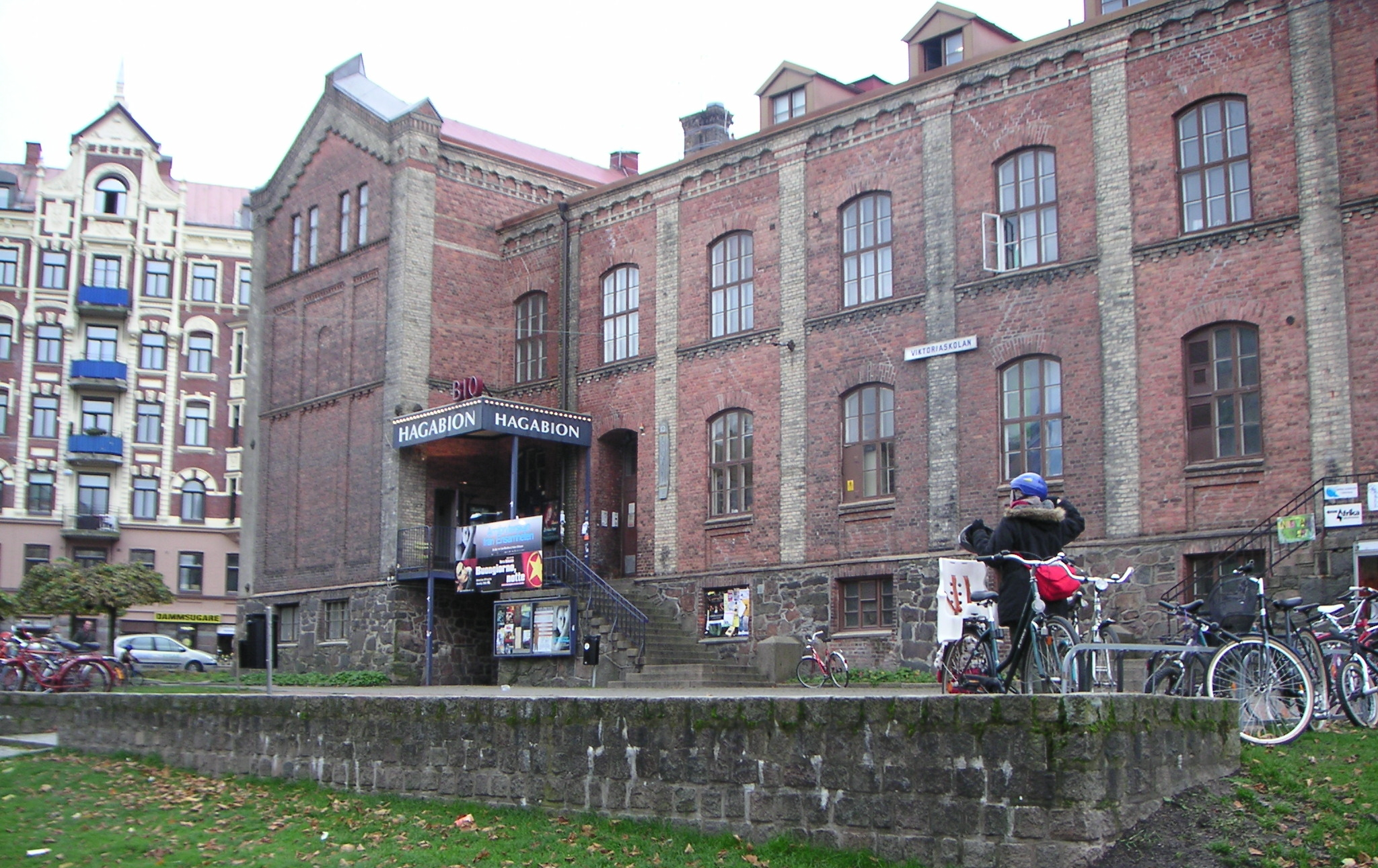
Hagabion är inrymd i Viktoriahuset, tillsammans med ett antal andra föreningar och verksamheter.

### Bion på Linnégatan
Efter att inre ombyggnader hade gjorts 1981 för Folkets bio, flyttade verksamheten 1983 in på den nuvarande adressen vid Linnégatan. Det var i den förutvarande Viktoriaskolan (med adress Nordhemsgatan 32), byggd 1875-77, som stått tom i några år. Här gjorde man plats till två (från 1992 tre) biosalonger. Stora salongen (ursprungligen kallad Svarta salongen) skapades genom att kombinera fyra klassrum med delar av källaren. Gymnastiksalen gjordes om till kafé, och av tre kontorsrum konstruerades Lilla salongen (Blå salongen).
Invigningsdagen 8 januari 1983 visade man film nonstop i båda salongerna, fram till klockan 2 på natten.
Besöksantalet ökade nu från de årliga 25 000 på den gamla biografen till 60 000 vid Linnégatan.
1992 inreddes en tredje salong i biografen. Denna minisalong med 18–19 platser har i praktiken kommit att användas för filmer som är på väg ut från repertoaren.
Salong 2 hade till att börja med en provisorisk stolsinredning. Efter att brandmyndigheterna upptäckt att utrymningsvägarna var svåråtkomliga, fick salongen lov att flytta till nordsidan av huset, där tidigare samlingslokalen "Rosa rummet" inrymdes. Salong 2 återinvigdes den 18 januari 2002, efter den första filmvisningen fyra dagar tidigare.
Salong 1 var under ombyggnad under delar av 2008 och öppnade på nytt 2009, med uppgraderad bioutrustning.[källa behövs]

### Övriga relaterade biografer
I perioder visar man film även i Angered (Angereds Bio på kulturhuset Blå Stället) och på Hisingen-baserade Aftonstjärnan (samarrangemang med den lokala biogruppen). En lokalförening som startades i Västra Frölunda tog över verksamheten där (se Frölunda Kulturhus).

## Salonger
- Salong 1 (urspr. Svarta salongen)

1983-01-08–
Platser: 151, idag 121 (2009–)
- Salong 2 (urspr. Blå salongen)

1983-01-08–2001-11-01, 2002-01-14–
Platser: 51, senare 42, idag 58 (2002–)
- Salong 3

1992-02-23–
Platser: 18 (19)